# マーハウス
マーハウス卿（Sir Marhaus）は、「アーサー王物語」および「トリスタンとイゾルデ」に登場する騎士。発音は、マロース（Marhalt）、モロルド（Morold）、マーホールト、モルオルト（Morholt）など、国・地方によって様々な風に呼ばれる。出自は伝説によって微妙に立ち位置は変わるが、アイルランドの王族。「トリスタンとイゾルデ」と「アーサー王物語」では活躍の度合いが大きく異なる人物でもある。

## トリスタンとイゾルデ
物語初期においてアイルランドの騎士として、コーンウォール代表のトリスタンと決闘し、毒を塗った剣でトリスタン卿に重傷を負わせるものの敗北。一応はアイルランドに帰還したが、その怪我が原因となって死亡してしまう。典型的なやられ役で、剣に毒を塗るという卑劣な行為をする人物であり、活躍はしていないが、トリスタン卿にとってアイルランドの王族であり、ひいてはイゾルデの血縁者でもあったマーハウス卿を殺してしまったことが、後々障害となる。

## アーサー王物語
『アーサー王物語』においては円卓の騎士のメンバーであり、ガウェイン卿と互角以上に戦ったこともある武勇の持ち主。『トリスタンとイゾルデ』系列の物語と異なり、自身が主人公となるエピソードも所有している。
初登場は、マロリー版によれば追放中のユーウェイン卿と、それに同行するガウェイン卿と旅の途中に出会ったシーンである。このとき、ささいな行き違いから決闘になり、ユーウェイン卿を落馬させ、午前中で力が3倍の状態のガウェイン卿と互角以上に戦ったが、お互いの誤解が解けて和解する。マロリー版においては「ガウェイン卿よりマーハウス卿の方が強い」と明言されている（4巻18章より）。この後、ユーウェイン卿らと同行して、数々の冒険をこなし、一年後にアーサー王の円卓の騎士に参加する。このマーハウス卿の円卓の騎士入り直後に開かれた槍試合ではペレアス卿につづき準優勝を果たしている。後も、村を襲う巨人を退治したりと、かなりの活躍をしている。
ただし、「アーサー王物語」においても、アイルランドとコーンウォールの間に紛争が起きたさい、コーンウォール代表のトリスタン卿と決闘。マロリー版でも一応は決闘に毒を塗った剣を使っているという設定のようであり、トリスタン卿に重傷を負わせるものの、これに敗北。決闘時の負傷が原因でアイルランド帰還後に死亡した。その後の展開は、だいたいにおいて「トリスタンとイゾルテ」のストーリーと同じ。ただ、トリスタン卿が後に円卓の騎士に叙任されるさい、マーハウス卿の席に座るという設定にされている。